# Église Saint-Émilien de Nantes
L'église Saint-Émilien est une église catholique située à Nantes, rue François-Bruneau, dans le quartier Hauts-Pavés - Saint-Félix. Elle est dédiée à saint Émilien, évêque de Nantes au VIIIe siècle. Le culte y est célébré selon le rite tridentin, appelé aussi forme extraordinaire du rite romain. Elle appartient au prieuré Saint-Louis dépendant de la Fraternité sacerdotale Saint-Pie-X (FSSPX).

## Histoire
Dans les années 1980, le prieuré Saint-Louis installe son église dans une ancienne usine qui subit au fil des années des infiltrations d’eau. Les fidèles décident alors de construire une nouvelle église sur le même site. Pendant les travaux, le diocèse les autorise à célébrer le culte en la chapelle Notre-Dame-de-l'Immaculée-Conception. L'église est inaugurée et consacrée le samedi 7 décembre 2019,.

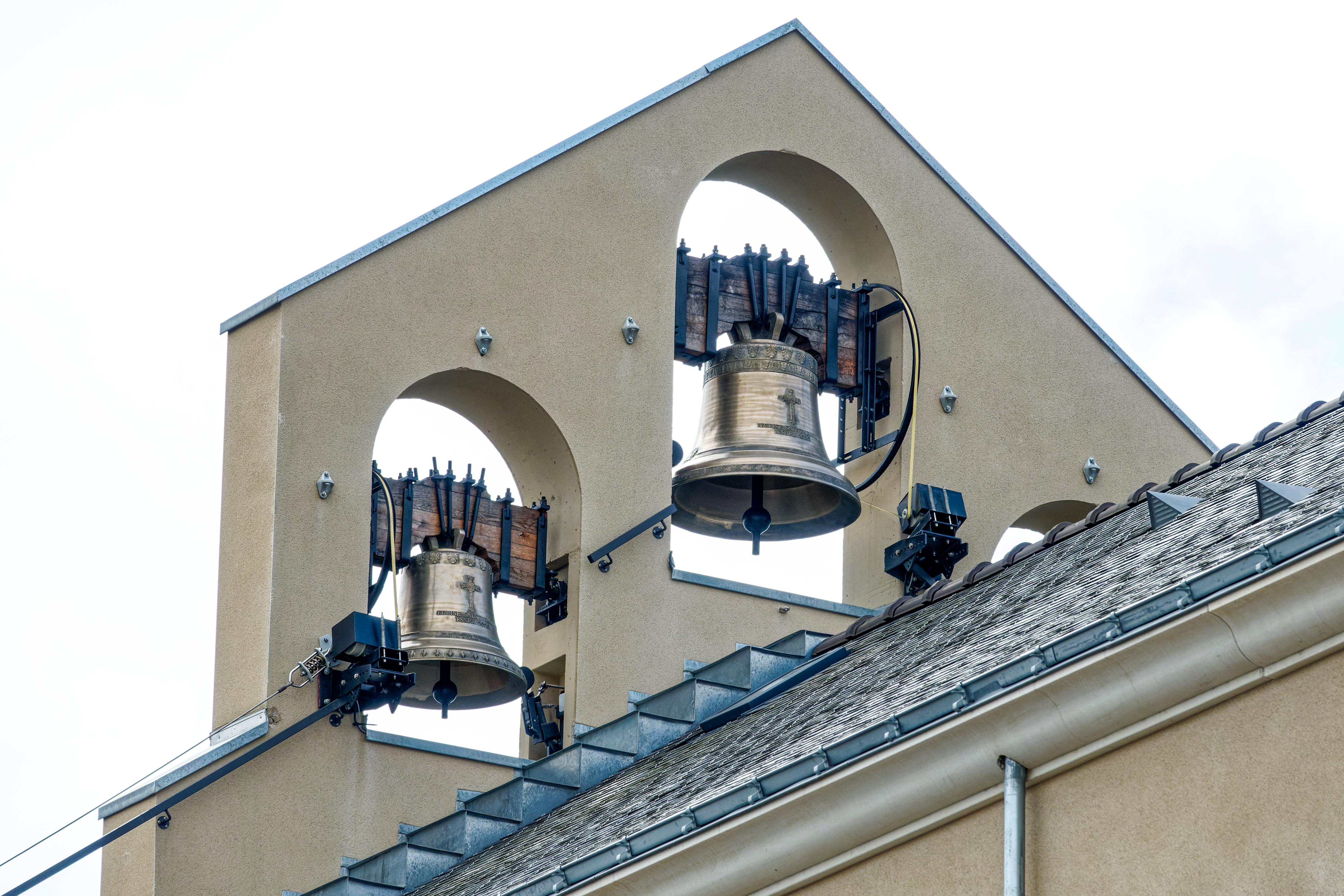
Les trois cloches de l'église.

Le 20 juin 2020, les trois cloches, fondues par l'entreprise Paccard d'Annecy, ont été bénies par Mgr Tissier de Mallerais. La plus grosse est la Très Sainte Vierge Marie Immaculée (640 kg, sol), la deuxième est Saint Émilien (450 kg, la) et la troisième Saint Louis (330 kg, si). Deux statues sont placées dans les niches de la façade : saint Louis à gauche, saint Émilien à droite. Enfin, le 19 novembre 2022, l'église fut officiellement consacrée par Mgr de Galarreta.